# Шильд, Бернадетте
Бернаде́тте Шильд (нем. Bernadette Schild, род. 2 января 1990 года, Целль-ам-Зе) — австрийская горнолыжница, призёр этапов Кубка мира, участница двух Олимпиад.

## Карьера
Бернадетте Шильд родилась в 1990 году в Целль-ам-Зе. Её старшая сестра Марлис известная горнолыжница, чемпионка мира, пятикратная обладательница малого хрустального глобуса в зачёте слалома.
На международной арене Бернадетте дебютировала в 2005 году. Три года спустя выиграла золотую медаль на юниорском чемпионате мира в слаломе. Этот успех позволил ей попасть в состав основной сборной в конце сезона 2007/08. По спецквоте она участвовала на финале Кубка мира в Бормио, стартуя в слаломе. После первой попытки австрийка была последней, 28-й, а во втором спуске сошла с дистанции. Примечательно, что в дебютном старте Бернадетты в Кубке мира победу одержала её сестра Марлис.
Первые кубковые очки Шильд заработала в конце 2008 года на этапе в Земмеринге, став 24-й в слаломе. Этот старт был всего третьим в карьере австрийки в рамках Кубка мира.
В отличие от сестры, Бернадетте не демонстрировала высокие и стабильные результаты. Первый подиум она смогла завоевать только в конце сезона 2012/13, став второй на финальном этапе в швейцарском Ленцерхайде, проиграв Микаэле Шиффрин. Также в 2013 году Шильд дебютировала на чемпионате мира, став в Шладминге 12-й.
В 2014 году впервые в карьере австрийка выступала на Олимпийских играх. Она стартовала только в слаломе, была четвёртой после первой попытки (лучшей среди всех австриек), но не смогла справиться со второй трассой и сошла с дистанции.
На втором в карьере чемпионате мира, который прошёл в 2017 году в Санкт-Морице выступала в двух технических дисциплинах и показала в слаломе и гигантском слаломе 10 и 17 места соответственно. Также в двух дисциплинах выступала на Олимпиаде в Пхёнчхане. Гигантский слалом она завершила на 24-й позиции, а в слаломе была седьмой.
Завершила карьеру после сезона 2020/21.